# Dynamikum
Das Dynamikum (abgeleitet von Dynamik) ist ein Technikmuseum, das auf dem Gelände der ehemaligen Schuhfabrik Rheinberger in Pirmasens, Rheinland-Pfalz, am 29. April 2008 eröffnet wurde. Das Mitmach-Museum soll Phänomene aus Natur und Technik erlebbar machen und als außerschulischer Lernort dienen.

## Themenbereiche
Auf 4.000 Quadratmetern Ausstellungsfläche über zwei Etagen zeigt das Science Center Pirmasens Exponate unter dem Leitthema „Bewegung“ in etwa 150 interaktiven Experimentierstationen. Diese sind unterteilt in die acht Bereiche „Antritt“ (Reibungskraft), „Bewegte Masse“, „Dreh“, „Bewegungsmaschinen“, „Schnelle Natur“, „Menschenkräfte“, „Denken in Bewegung“ und „Sport“. Zu den Exponaten gehört auch eine Unendlichkeitsmaschine. Besonderer Beliebtheit erfreuen sich weiter die beiden im Gebäude befindlichen Rutschen als auch das "drehende Haus", das um eine Achse rotiert, auf der die Besuchersitze montiert sind. Dadurch entsteht von außen der Eindruck, dass sich die Besucher im Innern überschlagen müssten. 
An verschiedenen Stellen wird Bezug auf die Schuhtradition von Haus und Stadt genommen. Angelehnt an das Leitthema „Bewegung“ zieht sich das „Band der Bewegung“ über etwa 480 Meter durch die zwei Etagen der Ausstellung und stellt Bezüge her zwischen den Ausstellungsbereichen und Pirmasenser Geschichte sowie Persönlichkeiten, die etwas bewegt haben – oder von etwas bewegt wurden.

## Entwicklung und Gebäude

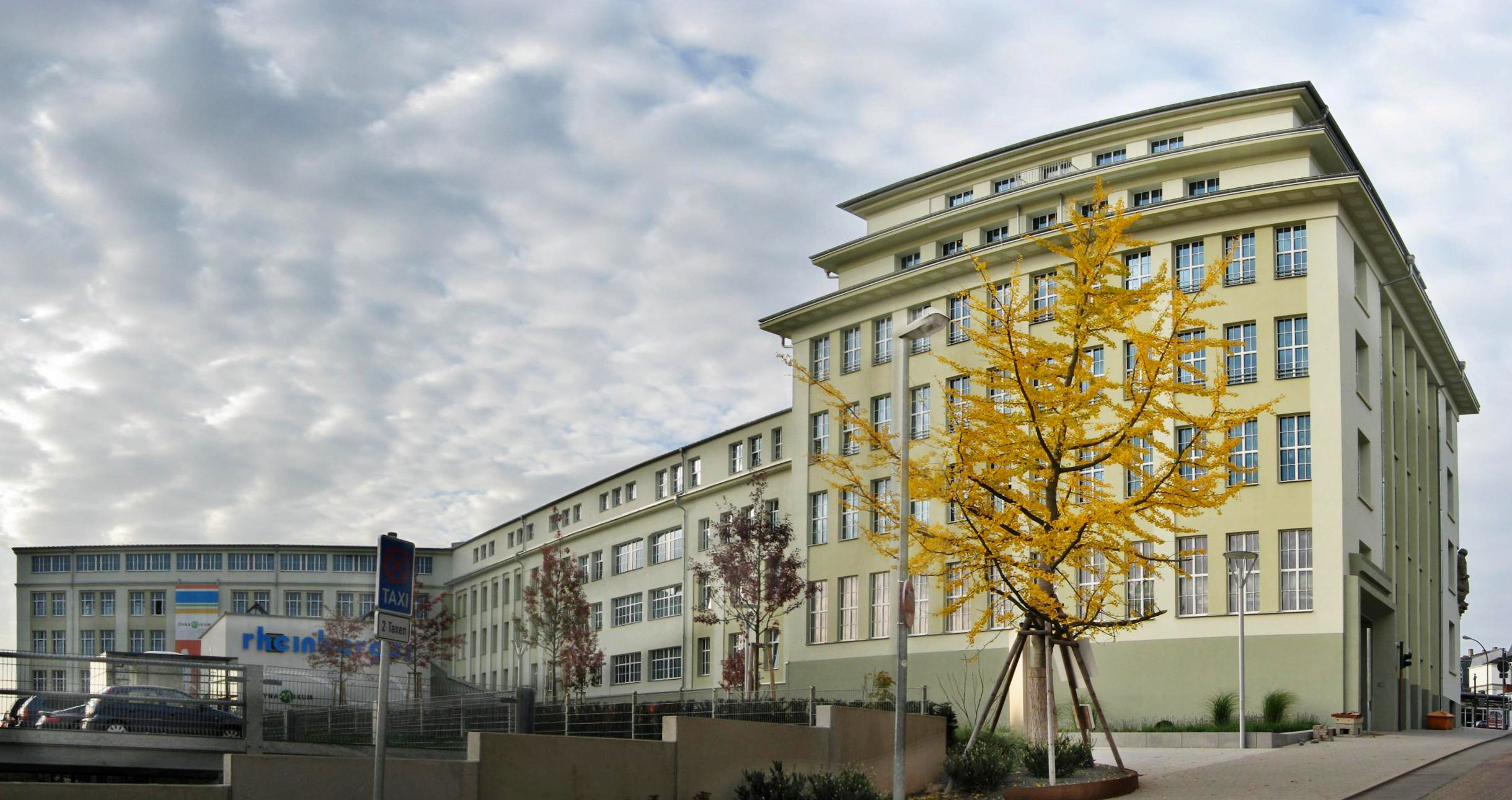
Das Dynamikum wurde im Rheinberger, der ehemals größten Schuhfabrik Deutschlands, angesiedelt.

Die Ausgangspunkte des Dynamikums liegen in der Topographie und Geschichte der deutschen Schuhstadt Pirmasens begründet. Weiterhin wurden einige Exponate vom Gießener Pendant Mathematikum inspiriert und teils gestiftet.
Das stadtbildprägende Gebäude aus den Anfängen der industriellen Schuhfertigung 1905 entwickelte sich von der ehemals größten Schuhfabrik Deutschlands zum Museum. 
Die Ausstellung sieht sich auch als Schwerpunkt der regionalen Wirtschaft, die das Dynamikum neben dem Land Rheinland-Pfalz, dem Bezirksverband Pfalz, dem Europäischen Sozialfonds, der Stadt Pirmasens sowie Privatpersonen finanziert hat. Der Bezirksverband unterstützt die Einrichtung auch durch eine laufende jährliche Zahlung von 80.000 Euro.
Für den laufenden Betrieb, die Entwicklung neuer Exponate und das didaktische Konzept ist der Trägerverein Dynamikum e.V. mit dem Vorsitzenden Michael Schieler und dem Geschäftsführer Rolf Schlicher verantwortlich.
Das Dynamikum wurde am 29. April 2008 von Bundesministerin Annette Schavan eröffnet und ist das erste Science Center in Rheinland-Pfalz.

Virtueller Rundgang
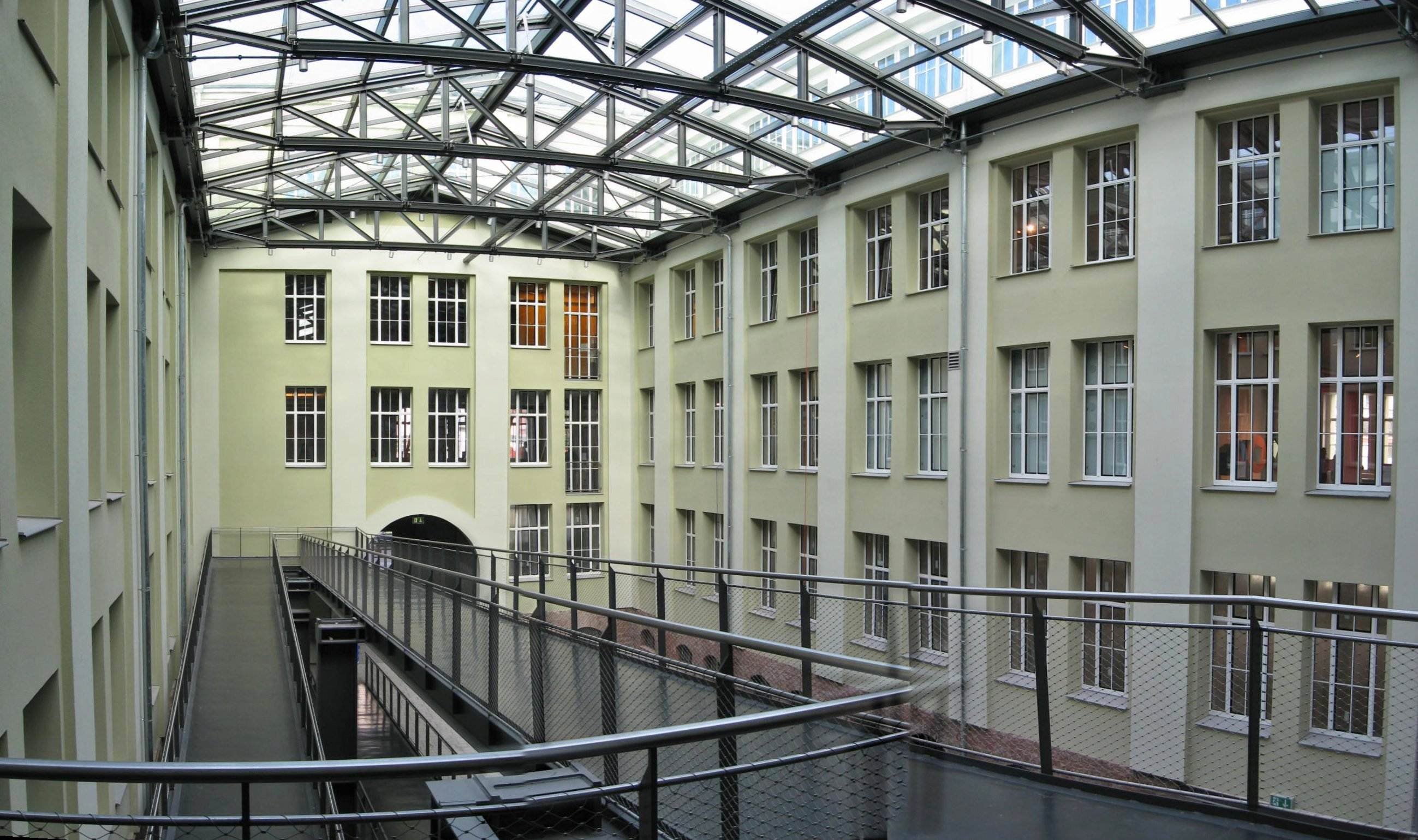
Innenhof
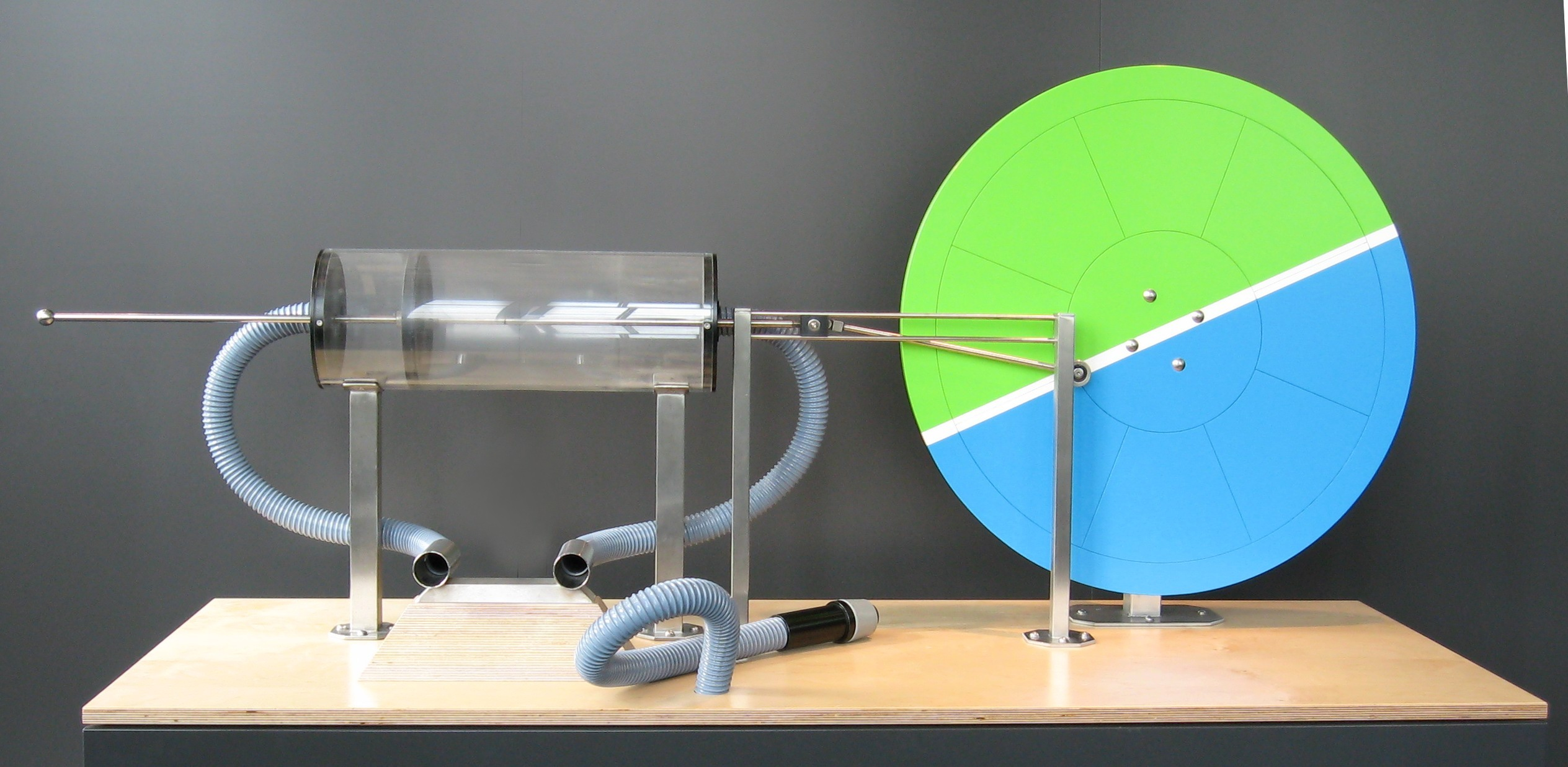
Modell einer Dampfmaschine
- Foucaultsches Pendel in Innenhof
- Keltischer Wackelstein